# Recepta farmaceutyczna
Recepta farmaceutyczna – zgodnie z Prawem farmaceutycznym, dokument sporządzony przez farmaceutę po wydaniu leku dostępnego jedynie na zlecenie lekarskie (receptę) w przypadkach, gdy lek ten został wydawany bez takiego zlecenia.
Prawo farmaceutyczne w art. 96 precyzuje, w jakich przypadkach sytuacja taka może mieć miejsce. Farmaceuta, w przypadku nagłego zagrożenia zdrowia lub życia, ma prawo wydać bez zlecenia lekarskiego  produkt leczniczy zastrzeżony do wydania na receptę w jednym, najmniejszym opakowaniu. Wydaniu na receptę farmaceutyczną nie podlegają środki odurzające, psychotropowe i prekursory grupy I-R.
Zgodnie z ustawą recepta taka musi zawierać dane osobowe i adresowe pacjenta, nazwę produktu leczniczego i przyczyny jego wydania oraz datę, podpis i pieczątkę farmaceuty.
Recepta farmaceutyczna podlega ewidencjonowaniu, a produkty lecznicze zawarte na niej dostępne są za 100% odpłatnością.